# Anthony Burgess
John Anthony Burgess Wilson (25. února 1917 Manchester – 22. listopadu 1993 Londýn) byl britský romanopisec, básník, filmový scenárista, hudební skladatel, klavírista, libretista, učitel, jazykovědec, kritik v oblasti literatury, filmu, divadla, ale také gastronomie.

## Život
Burgess se narodil v Harpurhey na předměstí Manchesteru katolickým rodičům Josephu a Elizabeth Wilsonovým. Svůj původ popisoval jako nižší střední třídu. Vyrůstal v době Velké hospodářská krize, která se však rodiny příliš nedotkla. Obchodovali totiž s tabákem a alkoholem, jehož spotřeba zůstává konstantní. Jméno Anthony získal při biřmování a v roce 1956 je začal používat jako svůj spisovatelský pseudonym.
Matka zemřela ve svých třiceti letech při chřipkové pandemii v roce 1918, o čtyři dny později zemřela i jeho osmiletá sestra Muriel. Burgess byl přesvědčen, že ho otec nesnáší že přežil, zatímco matka a sestra zemřely. Po smrti své matky byl Burgess nejprve vychováván u své tety. V roce 1922 se otec znovu oženil a syna si vzal zpět. Otec zemřel v roce 1938 a nevlastní matka o dva roky později.
Jako dítě se o hudbu nezajímal. Zvrat způsobilo, když v rozhlase vyslechl Prélude à l'après-midi d'un faune Claude Debussyho. Když pak oznámil rodině, že chce být skladatelem, rodina namítala „že v tom nejsou žádné peníze“. Ve 14 letech se naučil hrát na klavír, ale na hudební oddělení Victoria University v Manchesteru přijat nebyl kvůli špatným známkám z fyziky. Místo toho tedy v letech 1937–1940 studoval anglický jazyk a literaturu. Bakalářská práce se týkala divadelní hry Christophera Marlowa The Tragical History of the Life and Death of Doctor Faustus (Tragická historie života a smrti doktora Fausta). Na univerzitě poznal Llewelu "Lynne" Isherwood Jonesovou, se kterou se 22. ledna 1942 oženil.
V roce 1940 byl odveden do armády. Sloužil nejprve u zdravotníků, v roce 1942 byl převelen k vzdělávací službě. Proslul drobnými přestupky. Jeho těhotná žena byla přepadena a znásilněna čtyřmi americkými dezertéry a o dítě přišla. Burgessovi, který v té době sloužil na Gibraltaru, nebylo povoleno ji navštívit. Své působení na Gibraltaru později popsal v románu A Vision of Battlements. Hrál klíčovou roli v programu "The British Way and Purpose", který měl připravit členy ozbrojených sil pro začlenění do poválečného socialismu ve Velké Británii. Působil také jako instruktor Centrální rady pro vojenskou výchovu při Ministerstvu školství. V sousedním španělském městě La Línea de la Concepción byl zatčen za urážku generála Franca, ale krátce po incidentu byl propuštěn z vazby. Vzhledem ke svým jazykovým schopnostem se zúčastnil debriefingu nizozemských vysídlenců a Francouzů, kteří během války hledali útočiště na Gibraltaru. Byl rovněž hudebním ředitelem zábavní sekce 54. divize britské armády a aranžoval řadu skladeb pro taneční orchestr.
Armádu Burgess opustil v roce 1946 a v následujících letech vyučoval na středních školách a na Birminghamské univerzitě jevištní řeč, anglickou literaturu a drama. Organizoval také amatérská divadelní představení. Zakoupil venkovské sídlo v Adderbury (v blízkosti Banbury) a nazval je "Little Gidding" podle jedné z básní T. S. Eliota. Přispíval také do místních novin.
V roce 1954 vstoupil Burgess do Britských koloniálních služeb (British Colonial Service) a působil jako učitel v Malajsii. Zkomponoval zde mnoho skladeb ovlivněných malajskou hudbou. Publikoval zde také své první romány: Time for a Tiger, The Enemy in the Blanket a Beds in the East. Staly se známými jako Malajská trilogie a později vyšly v jednom svazku jako The Long Day Wanes.
Po krátkém pobytu v Anglii se vrátil na Východ a od roku 1958 působil v Bruneji na Sultan Omar Ali Saifuddin College v Bandar Seri Begawanu. Zde napsal román Devil of a State. Zkolaboval však při vyučování a byl mu diagnostikován neoperabilní mozkový nádor. Lékaři mu dávali maximálně rok života. S vědomím toho začal horečně psát. Avšak diagnóza lékařů byla chybná a Burgess pak žil ještě dalších 33 let.
Úspory z pobytu na Východě, dědictví po otci Lynne Burgessové i rostoucí příjmy z literární tvorby, zajistily Burgessovi možnost se věnovat pouze tvůrčí činnosti. V roce 1961 Burgess navštívil jako turista tehdejší Sovětský svaz. Tento výlet byl pro Burgesse jako autora významný, protože jej inspiroval k napsání románů Med pro medvědy (Honey for the Bears, 1963) a Nekalé úmysly (Tremor of Intent, 1966), ale zejména mu poskytl látku pro Mechanický pomeranč (A Clockwork Orange, 1962), jeho nejznámější román.
Lynne však postupně propadala alkoholismu, ale Burgess se odmítal dát rozvést s ohledem na svého bratrance, George Dwyera, který byl katolickým biskupem v Leedsu. Navázal vztah se svou italskou překladatelkou Lilianou Macellariovou, která mu v roce 1964 porodila syna Paola Andreu. Lynne zemřela 20. března 1968 na jaterní cirhózu a o šest měsíců později si Burgess vzal Lianu.
Aby se vyhnul vysokým daním, opustil Británii a cestoval s manželkou v karavanu po Evropě. Často psal v karavanu, zatímco Liana řídila. V této době napsal mimo jiné scénáře k filmům Lewa Gradeho a Franca Zeffirelliho. Usadil se nejprve na Maltě, ale po negativní reakci katolických kruhů se přesunul do Itálie a nakonec (i z daňových důvodů) do Monaka. I zde byl velmi aktivní. Patřil mezi zakladatele Irské knihovny princezny Grace a centra irských studií.
V letech 1969–1975 navštěvoval Spojené státy a přednášel na Princetonské univerzitě, na City College of New York, Kolumbijské univerzitě, Severokarolínské univerzitě v Chapel Hill, University at Buffalo a na Iowa State University.
Na sklonku života se vrátil do své rodné země. Zemřel 22. listopadu 1993 v nemocnici sv. Jana a sv. Alžběty v Londýně na karcinom plic Jeho popel je uložen na hřbitově v Monaku.

## Literární dílo

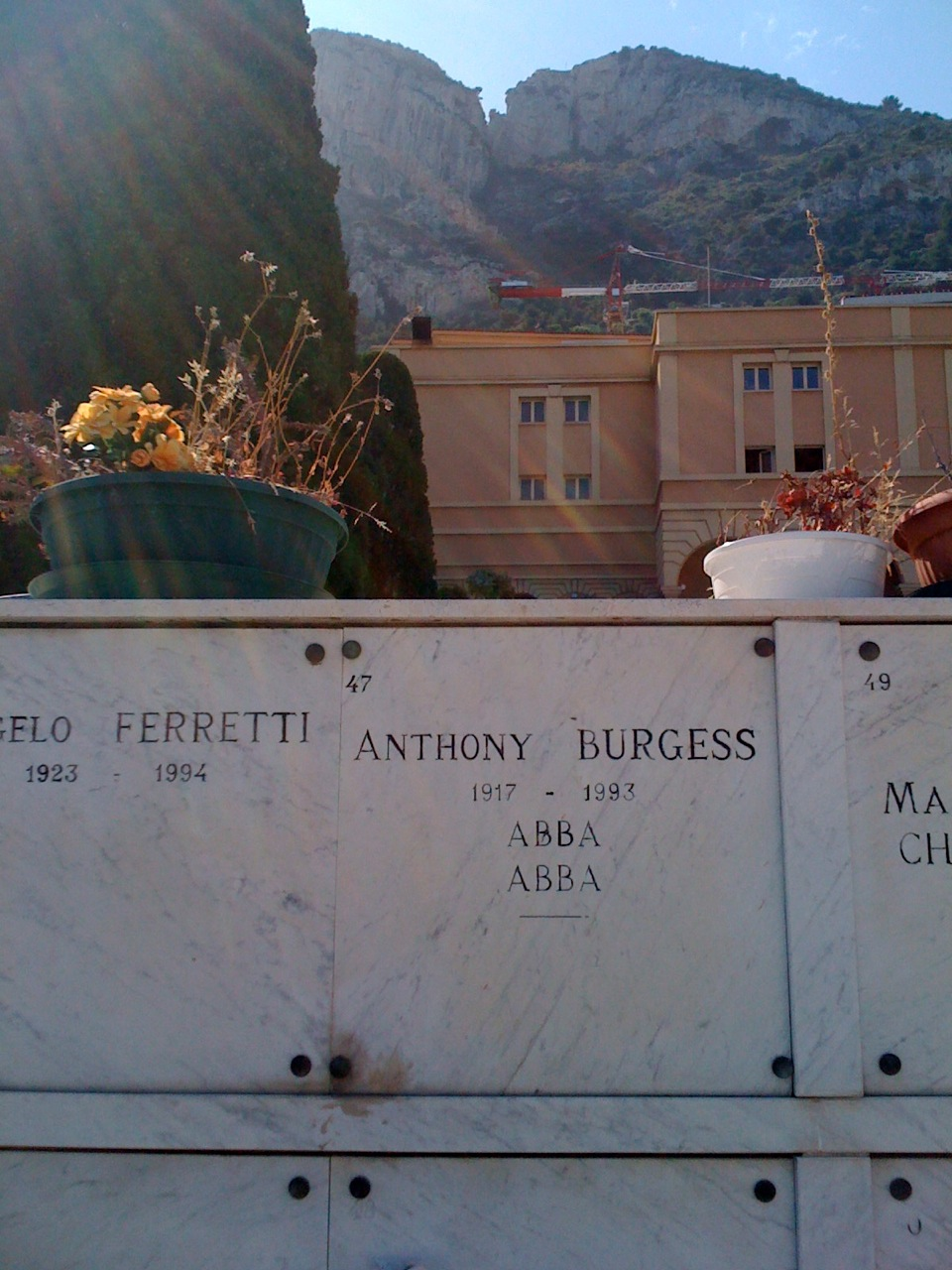
Hrob v Monaku

### Romány
- Time for a Tiger (1956)
- The Enemy in the Blanket (1958)
- Beds in the East (1959)
- Právo na odpověď (The Right to an Answer, 1960)
- Doktor je nemocný (The Doctor is Sick, 1960)
- Červ a prsten (The Worm and the Ring, 1960)
- Dost dobrá země (Devil of a State, 1961)
- Potlesk jednou rukou (One Hand Clapping, 1961)
- Mechanický pomeranč (A Clockwork Orange, 1962)
- Zlotřilé sémě (The Wanting Seed, 1962)
- Med pro medvědy (Honey for the Bears, 1963)
- Uvnitř pana Enderbyho (Inside Mr. Enderby, 1963)
- The Eve of St. Venus (1964)
- Nothing Like the Sun: A Story of Shakespeare's Love Life (1964)
- Jako bych viděl hradby (A Vision of Battlements, 1965)
- Nekalé úmysly (Tremor of Intent: An Eschatological Spy Novel, 1966)
- Enderby Outside (1968)
- M/F (1971)
- Sophocles' Oedipus the King (1972)
- Napoleon Symphony: A Novel in Four Movements (1974)
- The Clockwork Testament or Enderby's End (1974)
- Moses: A Narrative (1976)
- Beard's Roman Women (1976)
- Will and Testament: A Fragment of Biography (1977)
- Abba Abba (1977)
- 1985 (1978)
- Man of Nazareth (1979)
- Earthly Powers (1980)
- The End of the World News: An Entertainment (1982)
- Enderby's Dark Lady or No End of Enderby (1984)
- The Kingdom of the Wicked (1985)
- Rostand's Cyrano de Bergerac (1985)
- Oberon Past and Present (spoluautor J.R. Planche, 1985)
- The Pianoplayers (1986)
- Blooms of Dublin: A Musical Play Based On James Joyce's Ulysses (1986)
- Bizet's Carmen (libreto, 1986)
- A Clockwork Orange: A Play With Music (1987)
- Any Old Iron (1988)
- The Devil's Mode and Other Stories (1989)
- Mozart and the Wolf Gang (1991)
- A Dead Man in Deptford (1993)
- Byrne: A Novel (ve verších, 1995)
- Revolutionary Sonnets and Other Poems (ed. Kevin Jackson, 2002)

### Nerománová díla
- English Literature: A Survey for Students (1958)
- The Novel To-day (1963)
- Language Made Plain (1964)
- Here Comes Everybody: An Introduction to James Joyce for the Ordinary Reader (1965)
- The Coaching Days of England (1966)
- The Age of the Grand Tour (1966)
- The Novel Now: A Student's Guide to Contemporary Fiction (1967)
- Urgent Copy: Literary Studies (1968)
- The Novel (esej v Encyclopaedia Britannica, 1970)
- Shakespeare (1970)
- What is Pornography (1970)
- Joysprick: An Introduction to the Language of James Joyce (1973)
- Obscenity and the Arts (1973)
- New York (1976)
- A Christmas Recipe (1977)
- Ernest Hemingway and his World (1978)
- Scrissero in Inglese (1979)
- This Man and Music (1982)
- On Going To Bed (1982)
- Ninety-Nine Novels: The Best in English since 1939 – A Personal Choice (1984)
- Flame Into Being: The Life and Work of D.H. Lawrence (1985)
- Homage to QWERT YUIOP: Selected Journalism 1978–1985 / But Do Blondes Prefer Gentlemen?: Homage to QWERT YUIOP and Other Writings (1986)
- Malý Wilson a velký Bůh (Little Wilson and Big God, Being the First Part of the Confessions of Anthony Burgess, 1986)
- The Devil's Mode (1989), osm povídek/her, z nich Setkání ve Valladollidu o setkání Shakesparea se Cervantesem vysílal Československý rozhlas roku 1991.[2]
- An Essay on Censorship (letter to Salman Rushdie in verse, 1989)
- You've Had Your Time, Being the Second Part of the Confessions of Anthony Burgess (1990)
- On Mozart (1991)
- A Mouthful of Air: Language and Languages, Especially English (1992)
- Childhood (1996)
- One Man's Chorus: The Uncollected Writings (1998)
- Rencontre au Sommet (1998)
- Spain: The Best Travel Writing from the New York Times (2001)
- Return Trip Tango and Other Stories from Abroad (2003)

### Dětská literatura
- A Long Trip to Tea Time (1976)
- The Land Where The Ice Cream Grows (1979)

## Hudba
Burgess byl také talentovaný a plodný hudební skladatel. Během svého života zkomponoval více než 250 skladeb. Komponoval hudbu všech uměleckých směrů a žánrů. Jeho dílo zahrnuje symfonie, instrumentální koncerty, opery, muzikály, komorní hudbu, balety, filmovou hudbu, písně i taneční hudbu. Jeho hudba je založena na tradiční tonalitě a je silně ovlivněna francouzským impresionismem (Claude Debussy, Maurice Ravel) a díly anglické školy (Edward Elgar, Frederick Delius, Gustav Holst, William Walton, Ralph Vaughan Williams).

### Výběr skladeb
- Burgess: Music of an English Writer on the Riviera, album Burgessových skladeb provedený souborem Aighetta Guitar Quartet (1996 audio CD)
- A Manchester Overture (1989)
- Tommy Reilly's Maggot, duet pro harmoniku a klavír (1940s)
- Rome in the Rain, klavír s orchestrem (1976)
- Kalau Tuan Mudek Ka-Ulu, pět malajských pantoumů pro soprán a domorodé nástroje (1955)
- Gibraltar, symfonická báseň (1944)
- Dr Faustus, opera (1940)
- Trois Morceaux Irlandais, kytarový kvartet (1980s)
- Bethlehem Palm Trees (Lope de Vega) (1972)
- Chaika, pro lodní orchestr (1961; komponováno na cestě do Leningradu)
- Song of a Northern City, pro klavír a orchestr (1947)
- The Bad-Tempered Electronic Keyboard, 24 preludií a fug pro klavír (1985)
- Partita pro smyčcový orchestr (1951)
- Terrible Crystal: Tři Hopkinsovy sonety pro baryton, sbor a orchestr (1952)
- Ludus Multitonalis pro souobor zobcových fléten (1951)
- Lines for an Old Man (T. S. Eliot) (1939)
- Concertino pro klavír a bicí nástroje (1951)
- Symfonie: 1937; 1956 (Sinfoni Melayu); 1975 (č.3 C-dur)
- Sinfoni Malaya pro orchestr a dechovou hudbu (1957)
- Mr W.S., baletní suita (1979)
- Cabbage Face, píseň do komedie (1937)
- Sinfonietta for jazz combo
- Everyone suddenly burst out singing (Sassoon) pro zpěv a klavír (1942)
- Koncerty pro klavír a flétnu
- The Ascent of F6 (Isherwood), pro taneční orchestr (1948)
- Ode: Celebration for a Malay College, pro chlapecký sbor a klavír (1954)
- Kantáta pro Malay College (1954)
- Passacaglia pro orchestr (1961)
- Song of the South Downs (1959)
- Mr Burgess's Almanack, pro dechy a bicí (1987)
- The Eyes of New York filmová hudba (1975)
- Ich weiss es ist aus, kabaretní písně (1939)
- Music for Will! (1968)
- Sonáty pro klavír (1946, 1951)
- Sonáta pro violoncello (1944)
- Trotsky in New York, opera (1980)
- 3 kytarové kvartety (1986–1989)
- The Brides of Enderby, písňový cyklus (1977)
- Music for Hiroshima, pro smyčcový soubor (1945)
- Suite for orchestra of Malays, Chinese and Indians (1956)